# Papaipema ochroptena
Papaipema ochroptena là một loài bướm đêm trong họ Noctuidae.